# عمر محلبي
عمر محلبي (باللاتينية: Aomar Mohellebi، بالأمازيغية: Σumaṛ Muḥelbi) صحفي وكاتب جزائري من منطقة القبائل.

## سيرة شخصية
ولد في 22 أغسطس 1974 بمقلع بولاية تيزي وزو، وتلقى تعليمه الابتدائي والمتوسط في بوجيما بالقرب من تيغزيرت، ثم تعليمه الثانوي في متقنة مدينة تيزي وزو.
بعد حصوله على شهادة البكالوريا، تابع دراساته العليا في المعهد الوطني للصناعات التحويلية في ولاية بومرداس.
بدأ العمل الصحفي في عام 1993 مع صحيفة L'Opinion اليومية في بومرداس، وهو لا يزال طالبًا وهذا بمساعدة الصحفي محند أرزقي بومنديل، وهو مدرس في المعهد الوطني للصناعات الغذائية في نفس المدينة.
بعد انتهاء دراسته في بومرداس، عاد إلى ولاية تيزي وزو وعمل لفترة وجيزة كمراسل لـ Soir d'Algérie et du Matin حتى نهاية 1994، ثم صحفي في مكتب صحيفة «ليبيرتي» في تيزي وزو من 1994 إلى 2002، ثم Dépêche de Kabylie من 2002 إلى 2008.
في عام 2008 عمل في Expression كصحفي ثقافي بشكل يومي.
في عام 2007 أطلق مجلة TAFSUT (الربيع)، وهي مجلة توقفت عن الظهور بعد صدور ثلاثة أعداد فقط بسبب نقص التمويل. وقد خصصت المجلة أعدادها للقضية الأمازيغية، لفريق شبيبة القبائل وعددها الأول كان مخصصا للفنان معطوب الوناس.

## الكتب بترتيب النشر
1. Les feux de l'amour نيران الحب (أشعار)
2. Les enfants du boycott أطفال المقاطعة (مقال)
3. Un amour en Kabylie،  حب في القبايل (رواية) ،
4.L'amour au pied du Djurdjura الحب عند سفح جرجرة ،
5. Le terrorisme en Kabylie, الإرهاب في منطقة القبائل
6. Les montagnes pleurent aussi, الجبال تبكي أيضا
7. Ecrivains de Kabylie كتاب من منطقة القبايل.